# ラムネチン
ラムネチン (rhamnetin) は、O-メチル化フラボノールに分類される化学物質である。クローブから単離される。
ラムネチンは、オーストリアの化学者Josef Herzigによって構造決定された。

## 配糖体
ラムネチンはキサントラムニンのアグリコンである。